# ماهواره‌بر زمین‌آهنگ مارک ۳
ماهواره‌بر زمین‌آهنگ مارک ۳ (انگلیسی: Geosynchronous Satellite Launch Vehicle Mark III) یک وسیله پرتاب سه‌مرحله‌ای ساخته‌شده توسط سازمان پژوهش‌های فضایی هند است. هدف اصلی از طراحی این ماهواره‌بر، قرار دادن ماهواره‌های مخابراتی در مدار زمین‌ثابت بوده‌است. از این ماهواره‌بر همچنین به عنوان وسیله پرتاب مأموریت‌های مربوط به برنامه فضایی انسانی هند و مأموریت‌هایی نظیر چاندرایان ۲ نیز یاد می‌شود.
این وسیله پرتاب اولین پرتاب آزمایشی موفق خود را در تاریخ ۵ ژوئن ۲۰۱۷ از مرکز فضایی ساتیش داوان در آندرا پرادش انجام داد.